# Elezioni parlamentari in Croazia del 2016
Le elezioni parlamentari in Croazia del 2016 si tennero l'11 settembre per il rinnovo del Sabor. In seguito all'esito elettorale, Andrej Plenković, espressione dell'Unione Democratica Croata, divenne Presidente del Governo.

## Risultati
| Liste | Voti                                | %     | Seggi |
| --- | ----------------------------------- | ----- | ----- |
| Coalizione HDZ • HDZ • HDZ - HSLS • HDZ - HDS | 695.804 468.784 131.534 95.486      | 36,58 | 61    |
| Coalizione Popolare (SDP - HNS - HSS - HSU) | 636.602                             | 33,45 | 54    |
| Most nezavisnih lista | 187.282                             | 9,84  | 13    |
| Coalizione Živi zid - PH - AM • Živi zid - PH - AM • Živi zid - PH - AM - Abeceda • Živi zid - PH - AM - Abeceda - HDSS • Živi zid - PH - AM - Abeceda - HDSS - MS | 117.208 42.451 49.400 13.590 11.767 | 6,16  | 8     |
| BM 365 - NS-R - HSS SR - Novi Val - BUZ | 76.990                              | 4,05  | 2     |
| IDS - PGS - RI | 43.180                              | 2,27  | 3     |
| Pametno - Za Grad | 38.926                              | 2,05  | -     |
| HDSSB - HKS | 23.573                              | 1,24  | 1     |
| Coalizione ORaH - PZ - SH - NLSP • ORaH - PZ - SH - NLSP • ORaH - PZ - SH - NLSP - SU • ORaH - PZ - SH - NLSP - SU - SHZ                                           | 14.788 6.639 1.440 6.709            | 0,78  | -     |
| HSP - HČSP - ABH - OS | 13.180                              | 0,69  | -     |
| HSP AS - DESNO - HKDU - HDS - USP | 11.166                              | 0,59  | -     |
| Partito dei Pensionati (SU) | 6.734                               | 0,35  | -     |
| Partito Croato dei Diritti Autentico (A-HSP) | 6.276                               | 0,33  | -     |
| Lista Indipendente Željko Glasnović | 5.211                               | 0,27  | 1     |
| Laburisti Croati - Partito del Lavoro (HL-SR) | 4.821                               | 0,25  | -     |
| Partito Socialista del Lavoro di Croazia (SRP) | 3.672                               | 0,19  | -     |
| Blokirani | 3.014                               | 0,16  | -     |
| Partito Democratico delle Donne (DSŽ) | 1.999                               | 0,11  | -     |
| Altri <0,10% | 12.804                              | 0,67  | -     |
| Minoranze nazionali | -                                   | -     | 8     |
| Totale | 1.903.230                           |       | 151   |

Ripartizione dei seggi
- HDZ 58, HSLS 1, HDS 1, Indipendenti 1, totale 61.
- SDP 38, HNS 9, HSS 5, HSU 2, totale 54.
- Most 13.
- Živi zid 5, PH 2, Indipendenti/SNAGA 1, totale 8.
- BM 365 1, NS-R 1.
- IDS 3.
- HDSSB 1.
- Lista Indipendente Željko Glasnović 1.
- Minoranze nazionali: SDSS 3, DZMH 1, SRRHKS 1, UARH 1, Gruppo Elettorale 2.

## Risultati per distretto
| Distretto | HDZ     | NK      | Most    | ZZ      | BM 365 | IDS    | Pam.   | HDSSB  | NLSP   | HSP    | HSP AS | SU    | A-HSP | Totale    |
| --------- | ------- | ------- | ------- | ------- | ------ | ------ | ------ | ------ | ------ | ------ | ------ | ----- | ----- | --------- |
| 1         | 62.310  | 77.541  | 20.520  | 11.603  | 8.488  |        | 9.526  |        | 867    | 857    | 654    | 892   | 369   | 196.963   |
| 2         | 69.224  | 68.603  | 16.776  | 13.590  | 18.011 |        | 2.592  |        | 671    | 1.013  | 946    | 1.029 | 732   | 194.774   |
| 3         | 43.786  | 93.164  | 10.507  | 11.767  | 8.349  |        | 1.838  |        | 1.410  | 1.170  | 708    |       | 596   | 177.245   |
| 4         | 60.380  | 46.694  | 13.346  | 11.311  | 2.519  |        | 1.684  | 15.540 | 704    | 1.115  | 1.513  | 1.019 | 532   | 157.797   |
| 5         | 77.278  | 41.382  | 15.591  | 8.962   | 5.141  |        | 1.090  | 8.033  | 414    | 946    | 2.471  | 796   | 772   | 164.029   |
| 6         | 59.653  | 58.746  | 15.763  | 11.200  | 12.899 |        | 3.361  |        | 873    | 1.778  | 1.087  | 997   | 596   | 170.017   |
| 7         | 76.049  | 76.786  | 19.723  | 18.418  | 10.413 | 2.455  | 5.238  |        | 778    | 1.496  | 707    | 1.024 | 689   | 216.392   |
| 8         | 35.753  | 63.890  | 11.588  | 13.669  | 2.261  | 40.725 | 2.891  |        | 861    | 807    | 490    | 977   | 532   | 178.659   |
| 9         | 102.768 | 49.843  | 26.358  | 8.620   | 4.781  |        | 2.529  |        | 6.709  | 1.180  | 1.738  |       | 894   | 207.117   |
| 10        | 95.486  | 59.953  | 36.454  | 8.068   | 3.192  |        | 8.063  |        | 1.440  | 2.720  | 786    |       | 513   | 219.324   |
| 11 (Est.) | 13.117  |         | 656     |         | 936    |        | 114    |        | 61     | 98     | 66     |       | 51    | 20.913    |
| Totale    | 695.804 | 636.602 | 187.282 | 117.208 | 76.990 | 43.180 | 38.926 | 23.573 | 14.788 | 13.180 | 11.166 | 6.734 | 6.276 | 1.903.230 |